# زكي الدين البرزالي
زكي الدين البرزالي (577-636) هو مفيد الجماعة زكي الدين أبو عبد الله محمد بن يوسف بن محمد بن أبي يداس البرزالي الإشبيلي، الشيخ الإمام المحدث الحافظ الرحال.

## مولده ورحلاته العلمية
ولد سنة 577، رحل إلى الإسكندرية سنة 602 فحبب إليه طلب الحديث وكتابة الآثار، ثم إلى القاهرة، ثم إلى مكة المكرمة سنة 604، ثم إلى دمشق، ثم رجع إلى مصر، وبعدها إلى خرسان، وأصبهان ونيسابور والموصل، ثم استوطن في دمشق، وكتب عمن رأى وتحدث، ونسخ الكثير لنفسه وللناس، وخرج لعدة من الشيوخ، وأم بمسجد فلوس وسكن هناك، وكان مطبوعا ريض الأخلاق بشوشا سهل الإعارة كثير الاحتمال ولي مشيخة مشهد عروة.

## شيوخه
1. ضياء الدين المقدسي
2. علي بن المفضل.
3. عبد الله العثماني.
4. عبد الله بن مجلي.
5. زاهر بن رستم.
6. يونس بن يحيى الهاشمي.
7. الخضر بن كامل.
8. الكندي.
9. محمد بن محمد بن محمد بن الجنيد.
10. محمد بن أبي طاهر بن غانم.
11. المؤيد بن محمد الطوسي.
12. أبي محمد بن الأخضر.
13. أحمد بن الدبيقي.

## تلاميذه
1. الجمال بن الصابوني.
2. عمر بن يعقوب الإربلي.
3. مجد الدين بن العديم.
4. جمال الدين بن واصل.
5. أبو الفضل بن عساكر.
6. محمد بن يوسف الذهبي.
7. أبو علي بن الخلال.

## وفاته
توفي الحافظ زكي الدين البرزالي في 14 رمضان سنة 636 في حماة.